# Arnold J. Levine
Arnold Jay Levine (né en 1939), est un biologiste moléculaire américain. Il reçoit le Prix Louisa-Gross-Horwitz en 1998 et est le premier récipiendaire du prix Albany Medical Center en médecine et recherche biomédicale en 2001 pour sa découverte de la protéine suppresseur de tumeur p53.
Il est actuellement professeur émérite de biologie des systèmes à l'Institute for Advanced Study de Princeton, New Jersey.

## Carrière
Levine obtient son doctorat de l'Université de Pennsylvanie en 1966.
Levine découvre, avec plusieurs collègues, le Gène suppresseur de tumeurs p53 en 1979, une protéine impliquée dans la régulation du Cycle cellulaire, et l'un des gènes les plus fréquemment mutés dans le cancer humain, dans un travail effectué en tant que professeur au département de biochimie de l'Université de Princeton. En 1979, Levine devient président du département de microbiologie de la Stony Brook School of Medicine avant de retourner à Princeton en 1984.
En 1998, Levine devient professeur "Robert et Harriet Heilbrunn" de biologie du cancer et président de l'Université Rockefeller. En 2002, Levine démissionne de la présidence à la suite d'allégations selon lesquelles il aurait eu une relation sexuelle inappropriée avec une étudiante diplômée, alors que les deux étaient en état d'ébriété. Selon la femme impliquée, la rencontre était consensuelle et la polémique démesurée ,.
En 2002, il est nommé professeur au Cancer Institute of New Jersey à New Brunswick, New Jersey, alors membre de la Robert Wood Johnson Medical School. Simultanément à cette nomination, en 2003, Levine devient professeur invité, puis professeur, au Simons Center for Systems Biology nouvellement créé à l'Institute for Advanced Study (IAS) de Princeton, New Jersey, où il est resté depuis.
En 2017, Levine, avec ses collaborateurs Benjamin Greenbaum et Marta Luksza, développe le premier modèle mathématique pour prédire la réponse des patients à l'immunothérapie. Leurs travaux récents s'étendent à l'étude des mécanismes de résistance immunitaire et des schémas d'évolution.

## Prix et distinctions
Outre le Prix Louisa-Gross-Horwitz (Université Columbia) (1998) et le prix inaugural du centre médical d'Albany en 2001, Levine reçoit de nombreux prix et distinctions. Il est élu membre de l'Académie nationale des sciences en 1991, membre de l'Institute of Medicine en 1995 et membre de la Société américaine de philosophie en 2000. Il remporte le prix Ciba-Drew en 1995. L'importance de p53 dans la biologie du cancer conduit à un certain nombre de prix liés au cancer, notamment le prix Bristol-Myers Squibb pour ses réalisations dans la recherche sur le cancer (1994), le prix Charles S. Mott de la General Motors Cancer Research Foundation (1999), le Prix de médecine de l'université Keiō (2000).